# توزیع فیلم

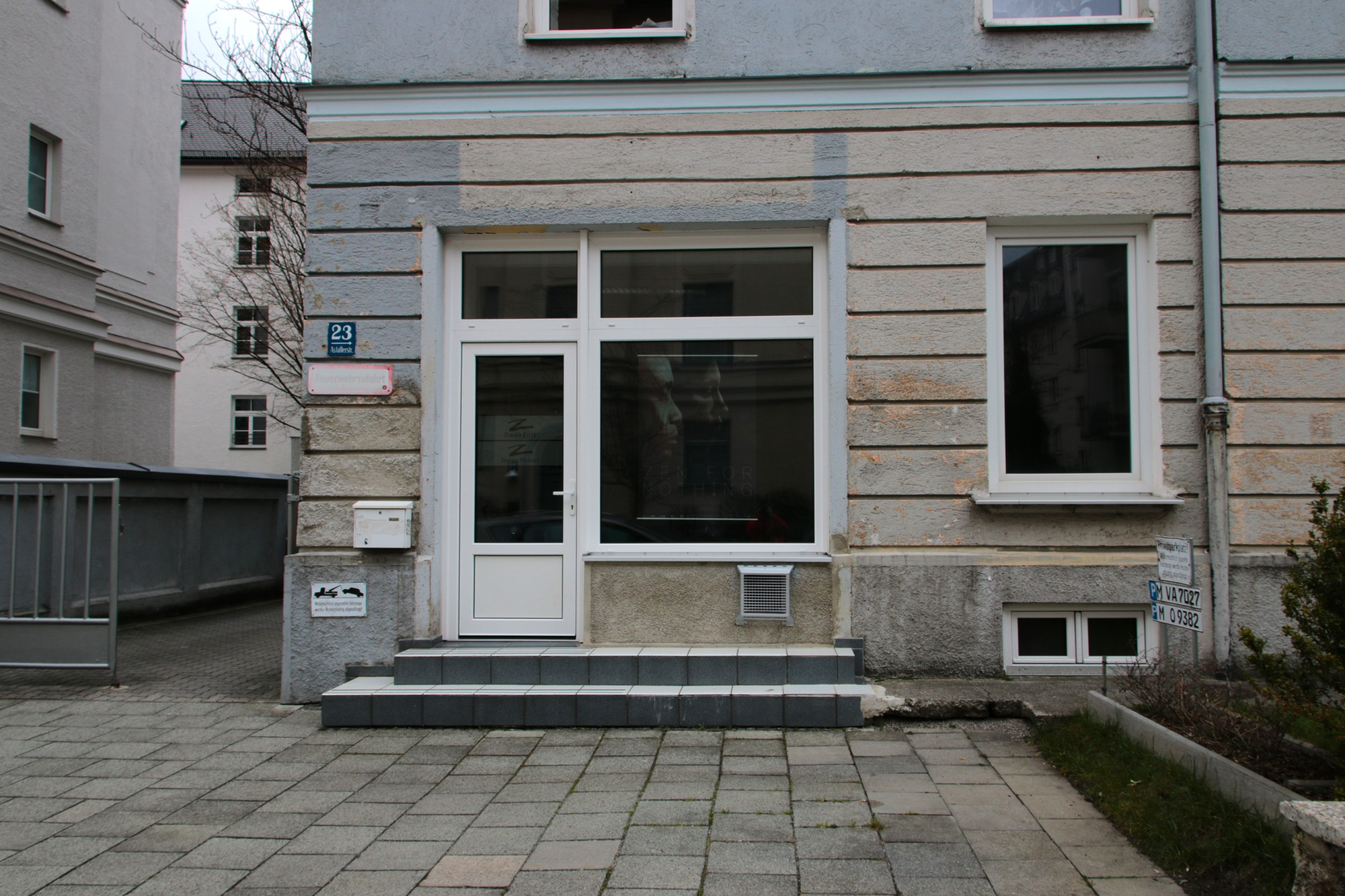
یک فروشگاه توزیع فیلم در مونیخ

توزیع فیلم (انگلیسی: Film distribution) فرایندی که در آن یک فیلم برای مشاهده مخاطب در دسترس قرار می‌گیرد.